# Allen Eskens
Pour les articles homonymes, voir Eskens.
Allen Eskens, né le 17 mars 1963, est un écrivain américain, auteur de roman policier.

## Biographie
Il passe son enfance et sa jeunesse dans les collines boisées du Missouri. Il complète un baccalauréat en journalisme à l'université du Minnesota, puis s'inscrit en droit à l'université Hamline et suit le programme de maîtrise en beaux-arts de l'université d'État du Minnesota à Mankato.
En 2014, il publie son premier roman, Mensonge bien gardé (The Life We Bury), avec lequel il est lauréat du prix Barry 2015 du meilleur livre de poche et du prix Lefty 2015 du meilleur premier roman. Il y met en scène Max Rupert, détective criminel à Minneapolis

## Œuvre

### Romans

#### SérieMax Rupert
- The Life We Bury (2014) Publié en français sous le titre Mensonge bien gardé, traduit par Jean-Baptiste Raucy, Paris, Éditions Delpierre, 2016  (ISBN 978-2-37072-033-7)
- The Guise of Another (2015)
- The Heavens May Fall (2016)
- The Deep Dark Descending (2017)
- The Shadows We Hide (2018)

#### Autres romans
- Nothing More Dangerous (2019)
- The Stolen Hours (2021)
- Saving Emma (2023)

## Prix et distinctions

### Prix
- Prix Barry 2015 du meilleur livre de poche pour The Life We Bury[1]
- Prix Lefty 2015 du meilleur premier roman pour The Life We Bury[2]
- Prix Barry 2018 du meilleur livre de poche pour The Deep Dark Descending[1]

### Nominations
- Prix Anthony 2015 du meilleur premier roman pour The Life We Bury[3]
- Prix Edgar-Allan-Poe 2015 du meilleur premier roman pour The Life We Bury[4]
- Prix Thriller 2015 du meilleur premier roman pour The Life We Bury[5]
- Prix Barry 2017 du meilleur livre de poche pour The Heavens May Fall[1]
- Prix Barry 2019 du meilleur roman pour The Shadows We Hide[1]